# You Rascal You
Pour les articles homonymes, voir Vieille Canaille.
You Rascal You , surtitrée I'll Be Glad When You're Dead, est une chanson écrite par Sam Theard (en) et Thomas Dorsey (en). Elle sort aux États-Unis en 1929. Elle est interprétée par Sam Theard (en), sous le pseudonyme Lovin' Sam (Theard).
En 1951, la chanson est adaptée en français sous le titre Vieille Canaille par le parolier Jacques Plante ; elle est enregistrée par Jacques Hélian et son orchestre, et chantée par Jean Marco. Serge Gainsbourg la remet à l'ordre du jour en 1979 et en fait un succès.

## Histoire
En 1930, Sam Theard sort une suite à la chanson, intitulée I Done Caught That Rascal Now ou You Rascal You n°2.

## Reprise et adaptations

### Reprises
La chanson est reprise par Clarence Williams, Louis Armstrong (la version de Louis Armstrong figure dans le cartoon I'll Be Glad When You're Dead You Rascal You (en) de la série Betty Boop), Fats Waller, Louis Jordan, Jimmie Noone, Cab Calloway, Louis Prima, John Fogerty, Dr. John, Henry "Rufe" Johnson, Ingrid Michaelson, Taj Mahal, et Hanni El Khatib.

### Adaptations
You Rascal You est adaptée en français, sous le titre Vieille Canaille, par Jacques Plante en 1951 ; elle  est enregistrée par Jacques Hélian et son orchestre et interprétée par Jean Marco.
En 1979, Serge Gainsbourg sur de nouveaux arrangements, reprend Vieille Canaille sur son album Aux armes et cætera.
En 1986, Serge Gainsbourg et Eddy Mitchell enregistrent en duo, accompagnés par un big band, une nouvelle version de Vieille Canaille. La chanson sort en 45 tours (vendu à 75 000 exemplaires), ainsi que sur l'album de Mitchell Eddy Paris Mitchell.
En 2013, Helmut Fritz reprend la version de Gainsbourg,  Vieille Canaille, sur son album Décalage immédiat.
En 2014 et 2017, le trio Les Vieilles Canailles (Mitchell-Hallyday-Dutronc), reprend la chanson Vieille Canaille sur scène (Les Vieilles Canailles Le Live).

## Source de la traduction
- (en) Cet article est partiellement ou en totalité issu de l’article de Wikipédia en anglais intitulé « You Rascal You » (voir la liste des auteurs).